# たのあきら
たの あきらは、主にテーブルトークRPGを手がけるゲームデザイナー、ライター。ファーイースト・アミューズメント・リサーチ (F.E.A.R.) 制作部長兼営業部長。
近年では、ライティングやルールブック・サプリメントの編集では「磯田暁生」の名義を用い、「たのあきら」はリプレイのプレイヤーとして参加する際に使うことが多い。

## 人物像
システムエンジニアを経て設立間もないF.E.A.R.に入社。1995年に『三國志演技』でゲームデザイナーとしてデビューした。
F.E.A.R.においてゲームのデザインやライティングを担当する他、近年ではF.E.A.R.製品の編集と製作進行管理の統括を行っている。同社の副社長である菊池たけし曰く「鬼の進行」であり、かつては締め切り破りの代名詞だった菊池を完全に更生させた実績がある。菊池のリプレイでは「『リーンの闇砦』最終回脱稿直後の菊池に『フォーラの森砦』連載開始（それも『闇砦』最終回掲載号の次の『ゲーマーズ・フィールド』で）を通告した」（『フォーラの森砦V3〈上〉』p17）、「『宝玉の七勇者』のセッションを開始15分前まで菊池に告げず、驚きの余り問い返した菊池に『EXならそういうこと（事前にシナリオを用意せずにプレイできる）ができるんでしょ?』と断言した」（『フォーラの森砦V3〈下〉』p129）などのエピソードを残している。
『ゲーマーズ・フィールド』の初代編集長であり、1990年代後半の頃は日本のTRPG市場の危機的状況とその対策についてのコラムを誌上で継続的に企画していた。当時のテーブルトークRPG冬の時代論の先鋒者とみなされることも多い。
『アリアンロッド・サガ・リプレイ』3巻で企画されていた読者投稿NPCの出演が、展開の変更により頓挫しかかった時、「主人公一行の活躍の陰で、主人公たちを支える人々の物語」というモチーフを提示して『アリアンロッド・サガ・リプレイ・デスマーチ』を立ち上げるなど、F.E.A.R.社内ではアイディアマンと見られており、『デスマーチ』第1巻では社長の鈴吹太郎から「悪知恵の専門家」「黒いドラえもん」と呼ばれていた。
「キャラクタークラスにも様々なタイプがある」として、キャラクターメイキングで自己流のタイプ分類を開陳する癖がある。『幼年期の終わり』では「勇者」を「ダメ勇者」「ゴミ勇者」「クズ勇者」、『アリアンロッド・サガ・リプレイ・デスマーチ』では「軍師」を「ヘタれ軍師」「言い張り軍師」「裏目軍師」などに分類していた。

## 代表作

### テーブルトークRPG
- 三國志演技
- トレイダーズ!
- MAZE☆爆熱時空RPG　（マギウスのシリーズの一つ）
- 天地無用！in LOVE RPG　（マギウスのシリーズの一つ）

### リプレイ
- アリアンロッド・サガ・リプレイ・イフ レイウォールの奇跡

### リプレイキャラクター
- ナイトウィザードリプレイ 幼年期の終わり～HUMAN　SYSTEM～（サプリメント「ロンギヌス」収録：流鏑馬勇士郎）
- スターレジェンドリプレイ そして蒼き星へ（サプリメント「ファントムプラネット」収録：フリーハンド・フランク）
- アリアンロッド・リプレイ・ルージュ(エイプリル＝スプリングス)
- アリアンロッド・サガ・リプレイ・デスマーチ(マルセル・ベルトラン)
- アルシャードff リプレイ 時計仕掛けの破壊神（エリーゼ・サツキ・ソーンダイク、メイ・ソーンダイク）
- ナイトウィザード The 2nd Edition リプレイ 地球の長い午後（流鏑馬勇士郎）
- ナイトウィザード The 2nd Edition リプレイ マリオネットの方程式（流鏑馬勇士郎）

### その他
- 帝王列記 西洋編  （新紀元社トゥース・イン・ファンタジーNo,38　ISBN 4-88317-317-8）（磯田暁生名義）